# Cylindrus obtusus
Cylindrus obtusus is een alpiene endemische landslakkensoort.

## Naam
De soortnaam werd in 1830 ingevoerd door Jacques Philippe Raymond Draparnaud (1772-1804) als Pupa obtusus. Door andere inzichten in de taxonomie is de soort later in het geslacht Cylindrus geplaatst. Als gevolg van deze naamswijziging worden auteursnaam en datum nu tussen haakjes gezet. De naam obtusus heeft betrekking op de vorm van de schelp (obtusus (Latijn) = stomp).

## Beschrijving

### Schelpkenmerken
De stevige schelp is langgerekt cilindrisch van vorm. Er zijn ongeveer acht langzaam en regelmatig in grootte toenemende windingen. Aanvankelijk neemt bij het jonge dier de schelp snel in breedte toe, deze breedtegroei stopt na ongeveer 4 windingen, waarna alle windingen ongeveer even breed blijven wat de cilindervorm veroorzaakt. De top is regelmatig afgerond van vorm. De windingen zijn matig bol tot vlak en zijn gescheiden door een ondiepe sutuur. De mondopening is iets scheef ellipsvormig, de mondrand is iets verwijd en zwak verdikt. De spil verloopt vrijwel recht en verticaal en is iets calleus verdikt. Een navel ontbreekt. Er is geen sculptuur, er zijn alleen fijne groeilijnen zichtbaar, af en toe onderbroken door een groeistop. De eerste drie topwindingen zijn half doorschijnend hoornbruin en de overige windingen hebben een witachtig soms wat grijsblauwe kleur.

### Afmetingen van de schelp
- breedte: tot 6,0 mm.
- hoogte: tot 17,2 mm.
- hoogte mondopening: tot 4,7 mm.

Meestal veel kleiner.

### Levenswijze
Cylindrus obtusus leeft onder stenen en in de kruidenvegetatie op alpenweiden. De soort is hygrofiel en vereist een kalkige bodem.

### Huidig areaal
Deze soort leeft uitsluitend in de Oostenrijkse oostalpen. Cylindrus obtusus heeft een zeer beperkt areaal en komt alleen voor op enkele bergen waarvan de top hoger is dan ongeveer 1600 m. De soort leeft op deze bergen boven de hoogtelijn van ongeveer 1000 meter.
Cylindrus obtusus is een 'klassiek' voorbeeld van een endemische landslakkensoort.

### Fossiel voorkomen
Deze soort is bekend uit het Holoceen en het Laat Pleistoceen in hetzelfde gebied als het huidige areaal. De huidige merkwaardige verspreiding wordt wel verklaard uit het feit dat sprake is van restpopulaties die tijdens de pleistocene glaciaties op nunataks overleefd hebben. Nunataks zijn bergtoppen die als 'eilanden' boven de ijskap uitstaken.

### Verwantschap
Deze soort is op grond van de anatomie nauw verwant aan o.a. de in Europa algemene Arianta arbustorum. Dit zou men op grond van een vergelijking van de schelpvorm niet zeggen. De schelpvorm van Cylindrus obtusus is binnen de familie van de Helicidae dan ook uniek. Men neemt aan dat de afsplitsing van Cylindrus van de naaste verwanten al tijdens het Mioceen moet hebben plaatsgevonden.

### Elevatie effect
Een aantal planten en dieren die in de Alpen voorkomen zijn slechts op bergen boven een bepaalde hoogte aanwezig. Op deze bergen zijn dergelijke soorten in staat om tot een bepaalde hoogte 'af te dalen'. Het verschil tussen de top en het laagste punt tot waar de soort is afgedaald heet het elevatie effect. In het geval van Cylindrus obtusus bedraagt het elevatie effect dus ongeveer 600 meter. Dergelijke soorten komen niet voor op plekken met vergelijkbare hoogte zonder een naburige piekhoogte boven een bepaald minimum (1600 meter bij Cylindrus obtusus). Dit is de belangrijkste aanleiding om ervan uit te gaan dat in deze omgeving tijdens bepaalde (of alle) glacialen alleen bergen hoger dan 1600 meter boven de ijskap uitstaken (dus een nunatak waren), waarop de soort tijdens een dergelijke periode kon overleven.

### Bedreigde soort?
Cylindrus obtusus wordt door IUCN ('International Union for the Conservation of Nature and Natural Resources') beschouwd als kandidaat voor de aanduiding 'bedreigde soort', momenteel is de status Gevoelig (Near Threatened). Het is echter, gezien de plaatsen waar deze soort voorkomt, de vraag of deze kwalificatie terecht is, en zij stamt reeds uit 1996.

### Meer afbeeldingen

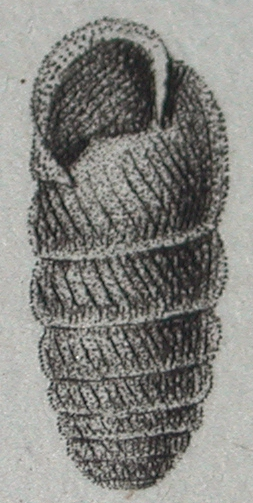
De originele afbeelding in Draparnaud, 1805